# Oberer Hahnebalzer Teich
Der Obere Hahnebalzer Teich ist ein alter Kunstteich und Bestandteil der Oberharzer Teiche. Er gehört zum Weltkulturerbe Oberharzer Wasserregal.
Der Damm wurde um 1695 (nach einer anderen Quelle erst 1743) errichtet und sein Stauvolumen beträgt ca. 66.000 m³. Die Dammhöhe erreicht 8,11 m über Talsohle.

## Beschreibung
Der Staudamm wurde als Erdbauwerk, das heißt mit einer Erd- und Felsschüttung, erstellt. Dieses Dammschüttmaterial wurde örtlich gewonnen und ist von überwiegend steiniger Substanz. Die Dichtung besteht aus Rasensoden und verläuft entlang der wasserseitigen Böschung. Es handelt sich um einen Teich der „Neuen Bauart“ das heißt, die Striegelanlage befindet sich in der Mitte des Dammes. Diese Grundablasskonstruktion enthält noch das historische Holzgerenne. 
Eine umfangreiche Sanierung des Striegelschachtes fand zuletzt 1999 statt, seinerzeit war der Teich auch zuletzt vollständig entleert. Das darüber stehende Striegelhaus wurde zuletzt 1986 erneuert. 
Die Hochwasserentlastungsanlage wurde zuletzt 1998 im Hinblick auf das Bemessungshochwasser neu errichtet und befindet sich am nordwestlichen Dammende. Sie verfügt über eine Überfallbreite von fast 3,0 m und soll bis zu 2,88 m³/s Wasser abführen.

## Einzugsgebiet
Das Einzugsgebiet des Oberen Hahnebalzer Teiche besteht ausschließlich aus Waldflächen im Eigentum der Niedersächsischen Landesforsten. Der zulaufende Bach ist namenlos, ebenso der ablaufende Bach, der das Wasser in den Unteren Hahnebalzer Teich führt. Im Unteren Hahnebalzer Teich vereint sich dieser Bach mit der Lattenkuhle und fließt etwa 200 Meter unterhalb die Innerste, die an dieser Stelle auch „Obere Innerste“ genannt wird.

## Trivia
Im Sommer ist er aufgrund der Sauberkeit ein beliebter Badeteich. Da das Gewässer mehr als zwei Kilometer von der nächsten Straße entfernt ist, ist es auch unter Einheimischen nicht sehr bekannt. Gebadet wird vielfach textilfrei.
Im Bereich der Hochwasserentlastungsanlage befindet sich die Stempelstelle 141 der Harzer Wandernadel.

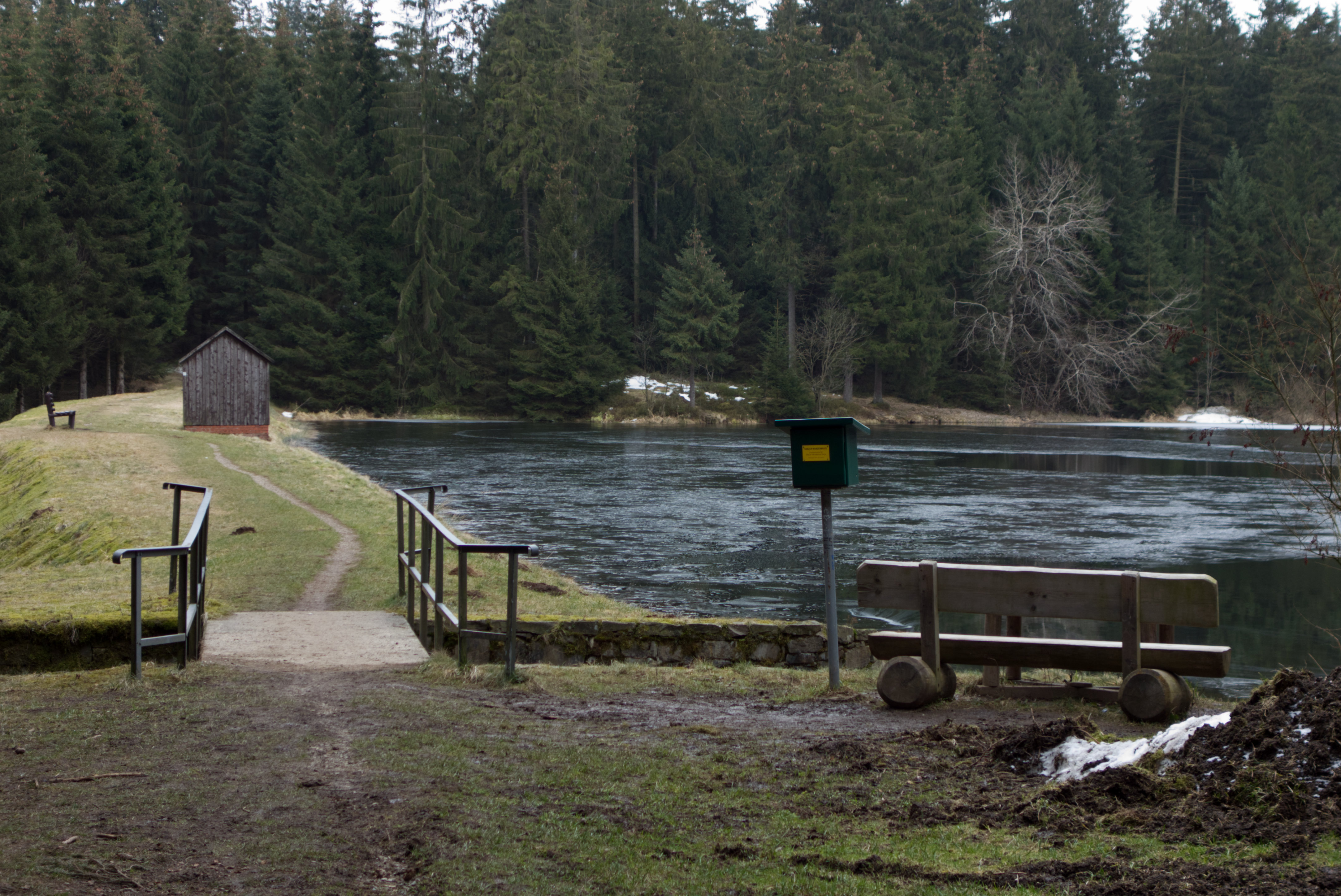
Oberer Hahnebalzer Teich, Damm und Wasserfläche
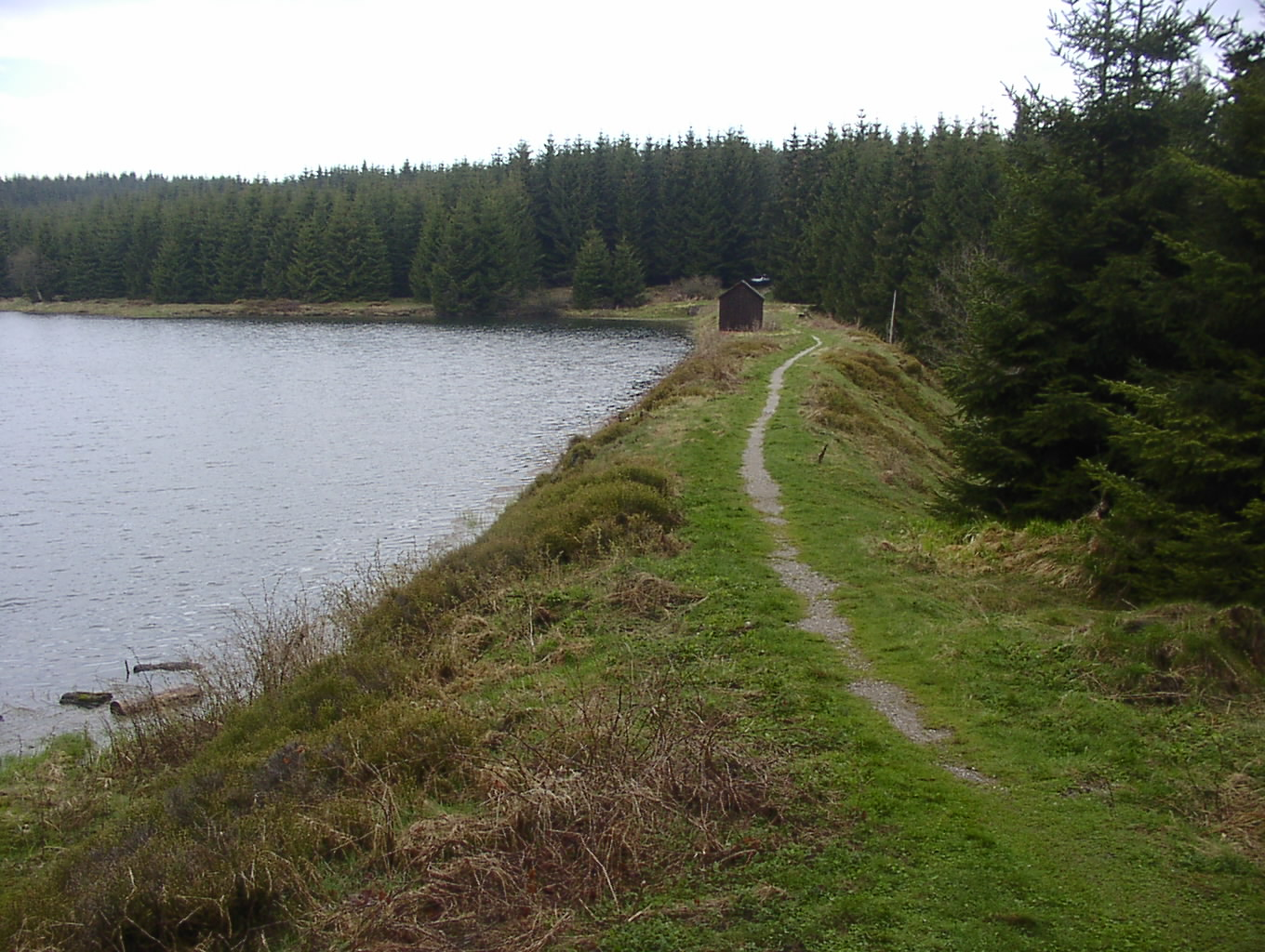
Oberer Hahnebalzer Teich, Damm und Wasserfläche von Südosten aus gesehen
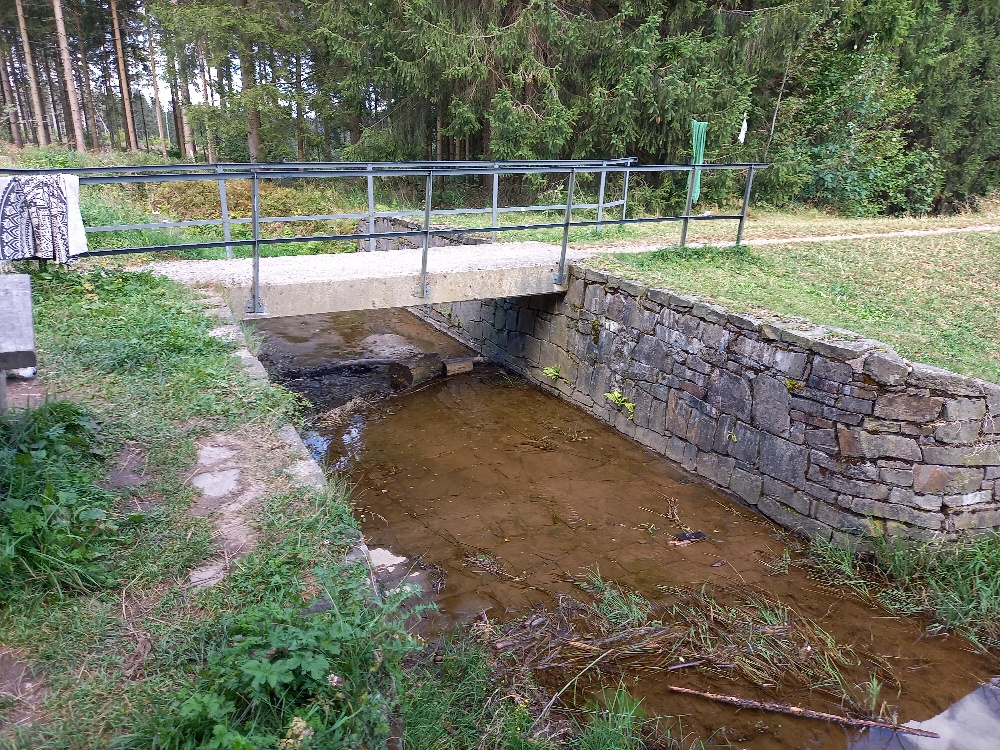
Oberer Hahnebalzer Teich, Hochwasserentlastungsanlage (erneuert 1998)